# Anna Fialkiewicz-Saignes
Anna Saignes, née Fiałkiewicz, est une universitaire, critique littéraire, écrivain et traductrice française d'origine polonaise. Elle est maître de conférences en littérature comparée à l'université Stendhal de Grenoble. Elle est considérée comme un auteur de référence notamment pour Stanisław Ignacy Witkiewicz, écrivain auquel elle a consacré sa thèse de doctorat, plusieurs articles et contributions à des ouvrages collectifs et un livre.

## Biographie
Anna Fiałkiewicz, née en Pologne en 1967, est, après une khâgne au lycée Henri-IV, une ancienne élève de l'École normale supérieure de Fontenay-Saint-Cloud, titulaire d'une licence de lettres modernes et d'une licence de polonais obtenues en 1989, d'une maîtrise, d'un DEA et d'un doctorat de littérature comparée sous la direction d'Yves Chevrel.
Agrégée de polonais, elle enseigne à Paris IV, à Tours et à l'INALCO avant d'être nommée en 1999 à l'université Grenoble-III.